# Odontomyia bipunctifacies
Odontomyia bipunctifacies är en tvåvingeart som först beskrevs av Lindner 1951.  Odontomyia bipunctifacies ingår i släktet Odontomyia och familjen vapenflugor. Inga underarter finns listade i Catalogue of Life.